# Юри Лосман
Юри Лосман (на естонски: Jüri Lossmann) е естонски бегач на дълги разстояния.

## Биография
Роден е в село Кабала, Естония на 23 януари (4 февруари нов стил) 1891 година.
Печели сребърен медал в маратона на Летните олимпийски игри през 1920 година в Антверпен с време 2:32:46.7, оставайки на 13 секунди след победителя Ханес Колемайнен и с преднина от почти 4 минути пред бронзовия медалист Валерио Ари. На следващите олимпийски игри, проведени в Париж през 1924 г., завършва 10-и.
През 1944 година Лосман бяга в Швеция при превземането на Естония от Червената армия. Умира на 1 май 1984 година в Стокхолм.